# El Canek
Pour l’article homonyme, voir Estrada.
Felipe Estrada (né le 19 juin 1952 à Frontera (es)) plus connu sous le nom de ring d'El Canek est un catcheur (lutteur professionnel) masqué mexicain.
Il commence sa carrière en 1972 et adopte rapidement le nom de ring d'El Canek et lutte alors à l'Empresa Mexicana de Lucha Libre avant d'aller à l'Universal Wrestling Association (UWA) en 1974. Il y devient l'un des catcheurs les plus populaires dans la catégorie des poids lourd en remportant à 12 reprises le championnat du monde poids lourd de l'UWA.

## Jeunesse
Estrada a fait de la lutte et du culturisme avant de commencer à s'entraîner pour devenir catcheur.

## Carrière de catcheur

### Débuts (1972-1974)
Estrada commence sa carrière en portant un masque sous le nom de El Universitario en 1972. Il remplace alors à la dernière minute El Matemático qui est blessé. Ce nom de ring fait alors référence au fait qu'Estrada n'est pas encore entraîné pour devenir catcheur. Ce jour-là, il fait équipe avec Ángel Azul et affrontent El Profeta et El Chilango Garcia. Il continue à faire équipe avec Ángel Azul et change de nom de ring pour celui de Príncipe Azul avant de devenir El Canek. Il choisit ce nom de ring pour rendre hommage à Jacinto Canek (en), un célèbre révolutionnaire maya du XVIIIe siècle.
Il commence à travailler pour l'Empresa Mexicana de Lucha Libre (EMLL) en 1973 et devient populaire dans les états du Nord du Mexique. Au cours de son passage à l'EMLL, il remporte le championnat poids lourd du Nord du Mexique en battant Jose Torres. Au sein de l'EMLL, il se retrouve au second plan derrière des stars établis comme Mil Máscaras, Ray Mendoza (en), El Solitario (en) ou encore Dr. Wagner (en). Il quitte l'EMLL un an plus tard quand Francisco Flores (en), le promoteur des spectacles de l'EMLL à Naucalpan de Juárez, fonde l'Universal Wrestling Association. 

### Universal Wrestling Association(1975-1995)
El Canek participe au premier spectacle de l'Universal Wrestling Association le 29 janvier 1975,. Ce jour-là, il fait équipe avec Dory Dixon (en) et Suni War Cloud et ils perdent un match par équipe face à Mil Máscaras, Ray Mendoza (en) et El Solitario (en),.
Rapidement, El Canek s'impose comme étant un des catcheurs vedette dans la catégorie des poids lourd de l'UWA juste derrière Mil Máscaras. Quand Mil Máscaras commence à lutter plus souvent à l'étranger, les dirigeants de l'UWA décident de faire d'El Canek le principal rudo de l'UWA avec comme ennemi Dos Caras (en). El Canek devient d'abord champion national du Mexique des poids mi-lourd en janvier 1978 après sa victoire face à Dr. Wagner (en) avant de perdre ce titre face à Dos Caras en juillet. 

## Carrière de pratiquant d'arts martiaux mixtes
El Canek fait un seul combat d'arts martiaux mixtes au Japon à la Deep2001 (en) le 23 décembre 2001. Ce jour-là il lutte masqué et met KO Osamu Tachihikari vers la fin du premier round.

## Palmarès

### En arts martiaux mixtes
| 1 combats      | 1 victoires | 0 défaites |
| Par KO         | 1           | 0          |
| Par soumission | 0           | 0          |
| Sur décision   | 0           | 0          |

| Résultat | Record | Adversaire     | Méthode                       | Événement         | Date             | Round | Temps | Lieu  | Notes |
| -------- | ------ | -------------- | ----------------------------- | ----------------- | ---------------- | ----- | ----- | ----- | ----- |
| Victoire | 1-0    | Osamu Kawahara | KO technique (coups de poing) | Deep - 3rd Impact | 23 décembre 2001 | 1     | 4:55  | Tokyo |       |

### En catch

#### Championnats et tournois
- Asistencia Asesoría y Administración
  - Tournoi Rey de Reyes en 2002[11]

- Empresa Mexicana de Lucha Libre / Consejo Mundial de Lucha Libre (EMLL / CMLL)
  - 1 fois champion du monde par équipes du CMLL avec Dr. Wagner, Jr.[12]
  - 1 fois champion du monde des trios du CMLL avec Black Warrior (en) et Rayo de Jalisco Jr. (en)[13]
- International Wrestling League Leyendas Inmortales de la Lucha Libre (IWL)
  - 2 fois champion poids lourd des indépendant de l'IWL[14]
- International Wrestling Revolution Group (en) (IWRG)
  - 1 fois champion intercontinental poids lourd de l'IWRG[15]
- Universal Wrestling Association (UWA)
  - 1 fois champion national du Mexique des poids mi-lourd[16]
  - 15 fois champion du monde poids lourd de l'UWA[17]

#### Matchs à pari (Luchas de apuetas)
| # | Résultat | Enjeu  | Adversaire (enjeu)      | Date              | Lieu                | Notes |
| - | -------- | ------ | ----------------------- | ----------------- | ------------------- | --- |
| 1 | Victoire | Masque | Blue Blazer (masque)    | 19 mai 1991       | Naucalpan de Juárez | |
| 2 | Victoire | Masque | Torre Infernal (masque) | 15 novembre 1992  | Naucalpan de Juárez | |
| 3 | Victoire | Masque | Yamato (cheveux)        | 15 août 1993      | Naucalpan de Juárez | |
| 4 | Victoire | Masque | El Scorpio (cheveux)    | 3 novembre 1996   | Naucalpan de Juárez | |
| 5 | Victoire | Masque | Universo 2000 (masque)  | 17 septembre 2004 | Mexico              | Au cours d'un combat opposant quatre catcheurs dont Dr. Wagner, Jr. et Rayo de Jalisco Jr. (en) qui mettent aussi en jeu leur masques. |